# Minucia diffusa
Minucia diffusa là một loài bướm đêm trong họ Erebidae.